# Murero (kommunhuvudort)
Murero är en kommunhuvudort i Spanien.   Den ligger i provinsen Provincia de Zaragoza och regionen Aragonien, i den nordöstra delen av landet, 200 km öster om huvudstaden Madrid. Murero ligger 722 meter över havet och antalet invånare är 139.
Terrängen runt Murero är kuperad åt sydväst, men åt nordost är den platt. Murero ligger nere i en dal. Runt Murero är det ganska glesbefolkat, med 23 invånare per kvadratkilometer. Närmaste större samhälle är Daroca, 7,5 km sydost om Murero. Omgivningarna runt Murero är i huvudsak ett öppet busklandskap.